# Juovvavare
Juovvavare är ett naturreservat i Bodens och Jokkmokks kommuner i Norrbottens län.
Området är naturskyddat sedan 2010 och är 2,9 kvadratkilometer stort. Reservatet omfattar centrala och norra delen av berget Juovvavare med våtmarker sydost och nordväst om berget. Reservatet består av tallskog och sumpskog. 